# Gan ha-Darom
Gan ha-Darom (hebrejsky גַּן הַדָּרוֹם, doslova „Zahrada jihu“, v oficiálním přepisu do angličtiny Gan HaDarom) je vesnice typu mošav v Izraeli, v Centrálním distriktu, v Oblastní radě Gederot.

## Geografie
Leží v nadmořské výšce 41 metrů v hustě osídlené a zemědělsky intenzivně využívané pobřežní nížině.
Obec se nachází 6 kilometrů od břehu Středozemního moře, cca 30 kilometrů jihojihozápadně od centra Tel Avivu, cca 50 kilometrů západně od historického jádra Jeruzalému a 4 kilometry východně od přístavního města Ašdod. Leží na severozápadním okraji města Gan Javne. Gan ha-Darom obývají Židé, přičemž osídlení v tomto regionu je etnicky převážně židovské.
Gan ha-Darom je na dopravní síť napojen pomocí dálnice číslo 42, která se severně od mošavu kříží s dálnicí číslo 4, podél níž vede i železniční trať z Javne směrem do Ašdodu a Aškelonu.

## Dějiny
Gan ha-Darom byl založen v roce 1953. Zakladateli mošavu byla skupina židovských imigrantů z Iráku, kteří se do Izraele dostali v rámci Operace Ezdráš a Nehemjáš a zpočátku pobývali v přistěhovaleckém táboře v nedalekém Gan Javne. Původně se uvažovalo pojmenovat novou osadu Mešulam (משולם), ale obyvatelé si zvolili název Gan ha-Darom.
Místní ekonomika byla založena na zemědělství. V současnosti se ovšem zemědělstvím zabývá jen menšina obyvatel.

## Demografie
Podle údajů z roku 2014 tvořili naprostou většinu obyvatel v Gan ha-Darom Židé (včetně statistické kategorie "ostatní", která zahrnuje nearabské obyvatele židovského původu ale bez formální příslušnosti k židovskému náboženství).
Jde o menší obec vesnického typu s dlouhodobě rostoucí populací. K 31. prosinci 2014 zde žilo 557 lidí. Během roku 2014 populace stoupla o 1,6 %.
| Rok            | 1961 | 1972 | 1983 | 1995 | 2001 | 2003 | 2004 | 2005 | 2006 | 2007 | 2008 | 2009 | 2010 | 2011 | 2012 | 2013 | 2014 |
| -------------- | ---- | ---- | ---- | ---- | ---- | ---- | ---- | ---- | ---- | ---- | ---- | ---- | ---- | ---- | ---- | ---- | ---- |
| Počet obyvatel | 267  | 290  | 272  | 334  | 360  | 349  | 352  | 358  | 383  | 379  | 382  | 486  | 506  | 504  | 526  | 548  | 557  |